# Modélisation grands signaux
La modélisation grands signaux est une méthode d'analyse courante utilisée en ingénierie électronique pour décrire les dispositifs non linéaires en termes d'équations non-linéaire sous-jacentes. Dans les circuits électroniques contenant des éléments non linéaires tels que les transistors, les diodes et les tubes à vide, dans les "conditions de grands signaux", les signaux alternatifs ont une amplitude suffisamment élevée pour que les effets non linéaires doivent être pris en compte.
L'expression « grands signaux » est l'opposé de « petits signaux (en) », ce qui signifie que le circuit peut être réduit à un circuit équivalent linéarisé autour de son point de fonctionnement avec une précision suffisante.

## Différences entre petits signaux et grands signaux
Un modèle petits signaux prend un circuit et, sur la base d'un point de fonctionnement (polarisation), linéarise tous les composants. Rien ne change parce que l'hypothèse est que l'amplitude du signal est si faible que le point de fonctionnement (gain, capacité, etc.) ne change pas.
Un modèle grands signaux, en revanche, tient compte du fait que les grands signaux affectent réellement le point de fonctionnement, ainsi que du fait que les éléments ne sont pas linéaires et que les circuits peuvent être limités par les valeurs de l'alimentation pour éviter la variation du point de fonctionnement. Un modèle petits signaux ignore les variations simultanées du gain et des valeurs d'alimentation.